# Sønnen
Sønnen er en dansk film fra 1953, instrueret af Torben Anton Svendsen og skrevet af Leck Fischer.

## Medvirkende
- Ib Schønberg
- Frits Helmuth
- Gunnar Lauring
- Karin Nellemose
- Kate Mundt
- Inge Hvid-Møller
- Kjeld Jacobsen
- Hans-Henrik Krause
- Karl Stegger
- Maria Garland
- Elith Pio
- Aage Winther-Jørgensen
- Preben Lerdorff Rye
- Inge Ketti
- Bodil Lindorff
- Jakob Nielsen
- Victor Montell
- Paul Hagen
- Henry Nielsen